# Simão de Pina
Simão de Pina foi um navegador português.
Simão era de família antiga do Reino de Aragão, que chegou a Portugal em 1282, radicando-se no sul do país e na cidade da Guarda. Filho de Diogo de Pina e neto de Vasco Anes de Pina, a quem D. João I deu a alcaidaria de Castelo de Vide, em reconhecimento por serviços.
Integrou a esquadra de Pedro Álvares Cabral, mas quando deixaram o Brasil, naufragou em 24 de maio de 1500, a caminho da Índia, em violenta tempestade.